# یواس‌اس ترنبک (اس‌اس-۴۱۸)
یواس‌اس ترنبک (اس‌اس-۴۱۸) (به انگلیسی: USS Thornback (SS-418)) یک زیردریایی است که طول آن ۳۱۱ فوت ۸ اینچ (۹۵٫۰۰ متر) می‌باشد. این زیردریایی در سال ۱۹۴۴ ساخته شد.